# Cory Booker
Cory Anthony Booker (Washington D.C., 27 april 1969) is een Amerikaans politicus van de Democratische Partij. Booker was burgemeester van Newark (New Jersey) van 2006 tot oktober 2013. Toen werd hij verkozen als senator voor New Jersey

## Biografie
Cory Booker werd geboren in Washington D.C. en groeide op in Harrington Park (New Jersey). Bookers ouders waren een van de eerste Afro-Amerikaanse managers bij IBM.
Hij ging naar Stanford University in Californië, waar hij een bachelordiploma in politieke wetenschappen en een master in sociologie behaalde. Dankzij een Rhodesbeurs is Booker daarna een jaar Amerikaanse geschiedenis gaan studeren aan The Queen's College (Universiteit van Oxford). In 1997 behaalde hij een Juris Doctor-diploma aan de Yale Law School.

### Politieke loopbaan
In 1998 won Booker zijn eerste verkiezing in Newark: hij won een zetel in de gemeenteraad (municipal council) van George Brach, die al vier termijnen gemeenteraadslid was. Als gemeenteraadslid stelde Booker enkele problemen aan de kaak, zoals drugsdealen en het geweld dat ermee gepaard gaat. Hij streefde ook voor een hervorming van het onderwijs en allerlei initiatieven die met huisvesting, jongeren, politiehandhaving en de transparantie en efficiëntie van het stedelijk beleid te maken hadden. In 2002 koos Booker ervoor zich kandidaat te stellen voor burgemeester van Newark. Zijn tegenstander was Sharpe James, die al zestien jaar lang burgemeester was. Booker verloor de verkiezing met 47 tegen 53%.
Op 11 februari 2006 kondigde Cory Booker aan zich opnieuw kandidaat te stellen voor burgemeester, met Ronald Rice als tegenstander. Bookers campagne gaf 25 keer meer uit dan die van Rice en won de verkiezing uiteindelijk met 72% van het stemmentotaal. Op 1 juli 2006 werd Booker ingezworen als burgemeester.
Op 12 mei 2012 ontstond er controverse rond Cory Booker nadat hij in het nieuwsprogramma Meet the Press verschenen was als officieus vertegenwoordiger van de Obama-campagne en zich kritisch had uitgelaten over diezelfde campagne. Booker vond dat de aanvallen op Mitt Romney's zakencarrière bij Bain Capital door het campagneteam van Obama "misselijkmakend" waren en dat men ermee moest stoppen om private equity aan te vallen. Later verduidelijkte Booker zijn standpunt en stelde hij dat Obama's aanvallen op Romney's carrière bij Bain wel terecht waren.

### Senaatsverkiezing

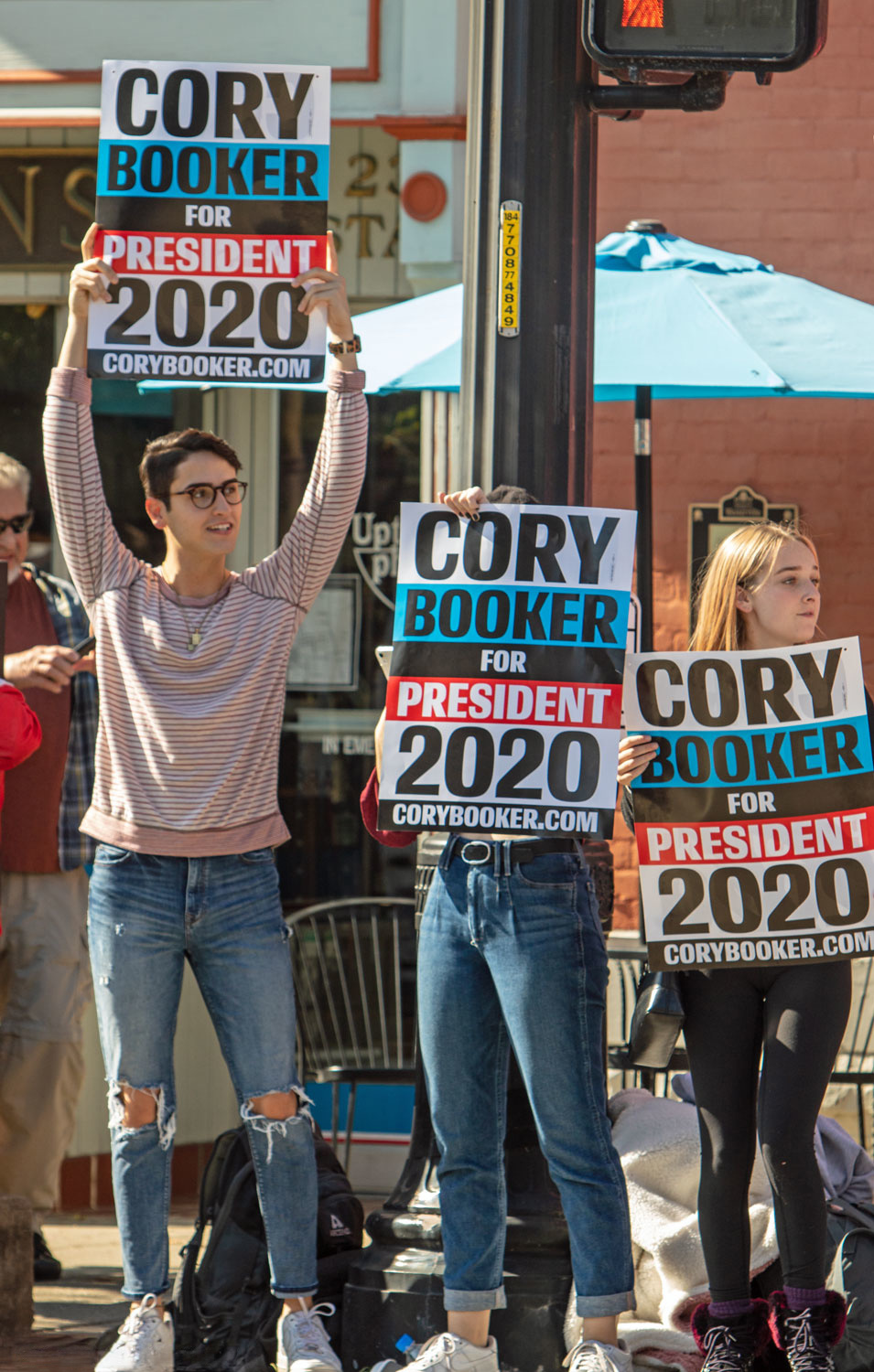
Aanhang (Oktober 2019)

Op 20 december 2012 kondigde Booker aan dat hij de optie om zich kandidaat te stellen voor de Senaat zou verkennen. Het zou gaan om de senaatszetel die nu door de Democraat Frank Lautenberg ingenomen is, waarvoor een verkiezing in november 2014 zou worden gehouden. Hiermee beëindigde Booker geruchten over of hij het in 2013 al dan niet tegen de Republikeinse gouverneur Chris Christie ging opnemen. De 89-jarige Lautenberg kondigde begin 2013 aan dat hij zich niet herverkiesbaar zou stellen bij de verkiezingen van 2014.
In juni 2013 stierf Lautenberg, waardoor zijn zetel vervroegd vrijkwam. Hierdoor werd een speciale verkiezing vastgelegd voor 16 oktober. Op 13 augustus 2013 werd Bookers overwinning in de Democratische voorverkiezing bekendgemaakt. Op 16 oktober 2013 versloeg hij zijn Republikeinse tegenstander Steve Lonegan. Booker is de eerste Afro-Amerikaanse politicus die sinds Barack Obama in 2004 tot de Senaat toetreedt. Op 31 oktober legde Booker de eed af.
Op 1 februari 2019 maakte Booker bekend zich kandidaat te stellen voor het presidentschap van de Verenigde Staten. Zijn vriendin Rosario Dawson zou het probleem van jeugddakloosheid aanpakken, als ze de eerste dame werd. Bon Jovi is ook een voorstander van Booker. Booker maakte op 13 januari 2020 bekend dat hij zijn campagne beëindigde wegen tegenvallende cijfers.

### Record voor langste toespraak in de Amerikaanse Senaat
Op 1 april 2025 hield Booker de langste toespraak in de Amerikaanse Senaat ooit: hij sprak 25 uur en 5 minuten en verbrak daarmee het record van de republikeinse senator Strom Thurmond uit 1957.